# Полярный Урал (посёлок)
Полярный Урал — упразднённый посёлок в составе городского округа Лабытнанги Ямало-Ненецкого автономного округа России. Исключен из учётных данных в 2006 году.

## География
Располагался в Полярном Урале, на водоразделе рек Собь и Елец, вблизи озера Перевальное, у станции Полярный Урал железнодорожной линии «Чум — Лабытнанги» Северной железной дороги. Территориально посёлок располагался на территории городского округа Воркута републики Коми.

## Население
| 1989 | 2002 |
| ---- | ---- |
| 39   | ↘8   |

По переписи 1989 года в посёлке проживало 39 человек (22 мужчины и 17 женщин). По итогам переписи 2002 года проживало 8 человек (3 мужчин и 5 женщин), в национальной структуре населения русские составляли 75 %.